# 里姆 (加利福尼亞州)
里姆（英語：Rheem）是位於美國加利福尼亞州康特拉科斯塔縣的一個非建制地區。該地的面積和人口皆未知。

## 地理
里姆的座標為37°51′39″N 122°07′38″W / 37.86083°N 122.12722°W，而該地的平均海拔高度為179米（即587英尺）。